# Tormenta tropical Barry (2007)
La tormenta tropical Barry fue un ciclón tropical de rápida formación que tocó tierra en Florida a principios de junio. Fue el segundo huracán del Atlántico que recibió nombre en la temporada de huracanes del Atlántico de 2007, Barry se formó a partir de una borrasca de baja presión en el sureste del golfo de México el 1 de junio. Tomó rápidamente trayectoria noreste, alcanzando vientos máximos de 95 km/h antes de debilitarse y tocar tierra cerca de Tampa Bay como depresión tropical. Perdió rápidamente sus características tropicales después de que una cizalladura le quitó gran parte de su convección y temprano en la mañana del 3 de junio completó su transición hacia un ciclón extratropical. Los remanentes extratropicales fueron rastreados hasta el costa este de los Estados Unidos, y fue absorbido por un ciclón extratropical de mayor tamaño el 5 de junio.
La depresión precursora produjo fuertes lluvias a través del oeste del mar Caribe, que en Cuba alcanzaron los 200 mm. Zonas de ráfagas externas hirieron a tres personas y dañaron a 55 casas en la provincia de Pinar del Río. En Florida, Barry dejó precipitaciones moderadas a través del estado que había tenido previas sequías, registrando 178 mm. Las lluvias causaron algunas inundaciones y caminos mojados, que llevaron a dos muertes indirectas relacionadas con el tráfico. Fuertes marejadas mataron a un surfista en el condado de Pinellas. La precipitación ayudó a los bomberos a combatir los severos incendios forestales que acosaban a Florida y a Georgia. En general los daños causados por la tormenta fueron menores.

## Historia meteorológica

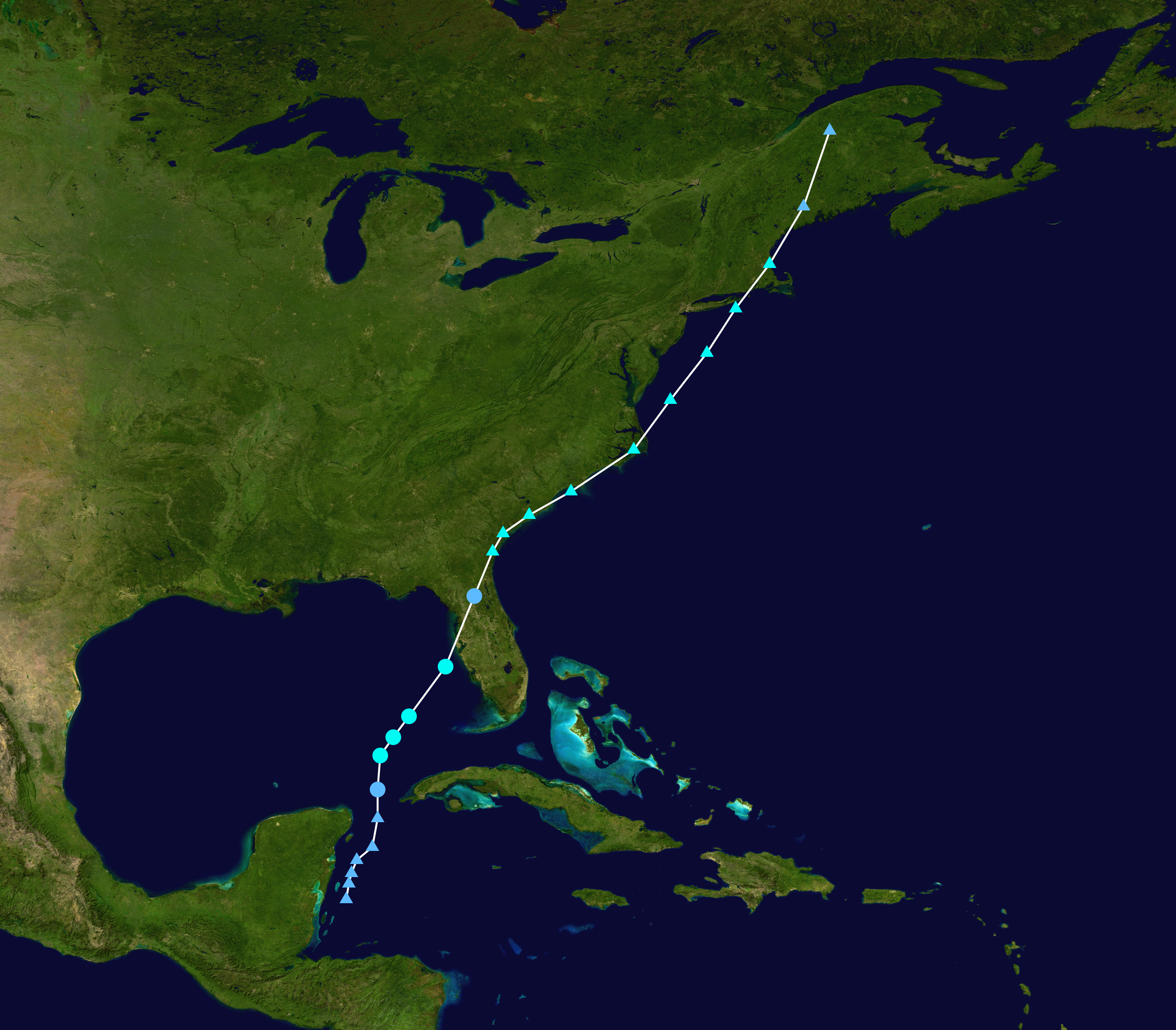
Trayecto de la tormenta.

En la tarde del 29 de mayo, una débil depresión sobre la península de Yucatán produjo una pequeña área de convección sobre el canal de Yucatán. La convección se incrementó agregándose a la depresión, y al día siguiente una extensa envoltura ciclónica giró desarrollándose hacia el sistema. Para el 30 de mayo, la humedad de la depresión se extendió desde Nicaragua hasta el sureste del golfo de México, con la mayor área de convección cerca de Cuba. Una onda tropical con trayectoria oeste engendró una extensa área de baja presión el 30 de mayo, y para el 31 una circulación se desarrolló dentro del sistema hacia el sur de Cozumel, México. La borrasca se movió en dirección norte-noreste, y gradualmente se organizó a pesar de las grandes cantidades de cizalladuras verticales. La profunda convección se concentró cerca del centro, y se estima que el sistema se convirtió en una depresión tropical a las 12:00 UTC el 1 de junio justo al noroeste de la esquina oeste de Cuba. No fue clasificada operacionalmente hasta once horas después.